# Castello Sichinulfo
Il castello Sichinulfo è una fortezza del IX secolo fatta costruire da Siconolfo di Salerno, signore di Salerno e Benevento sulla sommità di una collina a 540 metri s.l.m sulle colline della Basilicata orientale. Si trova nella frazione del comune italiano di Grottole (MT), sita a 32 km dalla città, in un borgo medievale di origini e storia millenarie

## Storia
Le prime notizie circa il castello feudale si trovano in un volume scritto, nella prima decade del 1154, dal geografo arabo Muhammad al-Idrisi su incarico di re Ruggero II di Sicilia. Il libro, intitolato "Sollazzo per chi si diletta a girare il mondo". descrisse i paesi della Basilicata con riferimenti anche al paese di Grottole. Il "Kitab Rugiar" (Il libro di Ruggiero) fissa la costruzione del castello di Grottole nell'anno 604 d.C., per mano del popolo Longobardo di Benevento. Altra tradizione, invece, riportata da Tommaso Andreucci, vuole l'edificazione del maniero nel 851 d.C., questa volta per volere di Siconolfo, principe di Salerno, cioè dopo la divisione del territorio lucano tra i principati di Salerno e Benevento.
Il castello di Grottole sorge nel luogo anticamente noto come "Contrada della Motta", situato su una collinetta completamente distaccata dal resto dell'abitato. Il termine motta, nell'architettura difensiva medioevale, compare nel X secolo, ad indicare una collina artificiale (o naturale) eretta solitamente con il terreno di risulta proveniente dallo scavo del fossato che circondava l'altura stessa, munita di primitivi sistemi di difesa in terra e legno. La collinetta era più o meno articolata e di forma solitamente circolare o ellittica, contenuta all'interno di un recinto e, più tardi, di mura.
La Motta è dunque il luogo dei primi nuclei difensivi dei centri abitati e questo sta a significare l'antichità della funzione difensiva dell'altopiano, tanto che, ancora oggi, il castello di Grottole conserva l'aspetto di una fortezza, in passato ben difesa e di difficile assalto, posta a controllo delle valli del Basento e del Bradano.
Nel corso dei secoli l'edificio fu soggetto a continue successioni di famiglie feudatarie, arrivando ad essere possesso di famiglie nobili del Regno di Napoli.
Non sono state rintracciate notizie precise circa la datazione degli ampliamenti strutturali apportate all'immobile nel corso dei secoli. L'unico feudatario, che sicuramente si adoperò invece ad abbellire il castello, fu Carlo II Spinelli di San Giorgio. Altri lavori furono sicuramente effettuati dall'ultima famiglia feudale che detenne il castello

## Descrizione

### Locazione
Trovandosi il castello di Grottole in un luogo nettamente separato dal resto dell'abitato, il paese doveva provvedere autonomamente alla sua difesa e non contare sull'ausilio del maniero, che al massimo poteva aiutare, in caso di pericolo, come punto di vedetta. Per questo motivo esisteva una cerchia urbana, primo elemento difensivo, consistente in una muratura fortificata, di varia forma e spessore, che circondava l'abitato. Essa rappresentava un elemento ornamentale, talvolta scomodo, in tempo di pace, ed un valido strumento di salvaguardia in tempo di guerra. Di questa cinta di difesa non restano che pochi tratti in pietra, sparsi per il paese, visibili assieme alle quattro e più torri difensive, ormai indelebilmente modificate dal tempo e quasi irriconoscibili. La torre più notevole è quella che oggigiorno corrisponde all'attuale campanile della chiesa dei Santi Luca e Giuliano (Chiesa Diruta). Tale torre fu in seguito ampliata e modificata tanto da essere inglobata all'interno dell'edificio religioso, prendendo la funzione di campanile con orologio.

### Descrizione storica
Questa è la descrizione del castello fatta in data 1 settembre 1894, per conto della filiale di Potenza della Banca d'Italia:
"Il Castello...ha superficie totale di 1500 mq, comprendenti 96mq di cortile scoperto, 60mq di gradinate e sporgenti coperti al pian terreno, 71 mq costituenti un cortile ad androne coperto a volta. Il fabbricato confina a nord - est col vigneto detto Pescara. La porta principale, arcuata, è ovest, ed immette in un piccolo cortile coperto, in fondo al quale si sviluppa esposta ad un androne per il quale si accede al cortile scoperto. Sul lato destro di questo cortile, vi sono tre gradini ed un ripiano, dal quale si sviluppano a destra e a sinistra due scalinate. Quella a destra mette nella parte del primo. Quella a sinistra ad un pianerottolo scoperto, munito di ringhiera di ferro, che si sviluppa lungo tre lati del cortile ed è sostenuto da pilastri e da archi in muratura. Da questo pianerottolo si accede al resto del primo piano destinato per uso di abitazione. Il Castello è formato da piano terreno di 19 ambienti, e piano superiore di 28. Agli ambienti del piano terreno si accede a mezzo di porte prospicienti nel cortile e androne coverti, e nel cortile scoperto. Sulla estrema sinistra di chi guarda il suo prospetto principale esiste una piccola gradinata scoperta, la quale immette in altri due ambienti costituenti quasi un primo piano, mentre innanzi ad una porzione del suddetto prospetto, e verso l'estremo di destra, evvi un piccolo orto a secco difeso da un muro di cinta, confinante, ad est col fabbricato, in esame, a sud col vigneto Pescara, e a nord col piazzale. Sul piccolo cortile coperto, di cui sopra si è parlato, si leva una grande Torre di pianta quadrata della altezza di m 21, mentre il restante fabbricato ha 
l'altezza di m 10. La muratura del descritto stabile, è di pietra calcare mista a Tufo collegati con malta di calce e sabbia, e volte a mattoni coprono gli ambienti di cui è costituito. Il tetto è di embrici disposti sugli estradossi delle volte coprenti il piano superiore. Lo stato di solidità dello intero fabbricato è soddisfacente." (Archivio della Banca d'Italia)
In aggiunta alla descrizione del paragrafo precedente, possiamo aggiungere:
All'interno del Castello, di notevole prestigio è il grande camino sito, nella stanza precedente quella che immette alla torre, sovrastato da una grande conchiglia in stucco che custodisce al suo interno uno stemma, forse quello dei Sanseverino di Bisignano. Rilevanti sono anche gli affreschi delle volte e delle pareti delle stanze adiacenti alla torre, ormai poco visibili perché ricoperti da strati d'intonaco. A piano terra, sotto un grande arco sorretto da una colonna, c'era un forno a legna, oggi diroccato, utilizzato per la cottura del pane ed abbeveratoio-lavabo in pietra. Le carceri invece, furono costruite all' inizio, sulla destra, di "Salita Castello", col tempo utilizzate come abitazioni.
Il castello possiede inoltre una cantina ed una stalla, nei vani sotterranei.

### Proprietari
Qui di seguito sono riportate alcune famiglie, proprietarie del Castello Longobardo:
- – Gianvilla
- – Sanchez
- – Caracciolo
- – Sanseverino
- – Pisciscelli-Zurlo
- – Gaetano Dell’Aquila D’Aragona
- – Sanchez De Luna D’Aragona
- – Spinelli di San Giorgio
- – Caracciolo di Melissano

## Leggende e curiosità

### Abufina e Selepino
Anche il maniero di Grottole, possiede una propria leggenda.
Riassunto
Guardando il torrione, in particolar modo il finestrone che si affaccia verso il paese, nelle notti di luna e nei mesi primaverili e a giugno, è facile vedervi la figura dai capelli biondi di Abufina, la più bella e sfortunata ragazza di Grottole: ella parlerà del suo amore, un amore tragicamente interrotto, tra lei ed il suo paladino. La fanciulla era solita attendere alle sue faccende quotidiane quando un messaggero le consegnò una lettera in cui il suo amato, che combatteva in terre lontane, la reclamava. Abufina per correre incontro al suo amore saltò sul destriero il quale accecato dalle bianche pietre del Basento scivolò e la povera donna fu trasportata dalla corrente del fiume.
Storia Intera
Un giorno Abufina ricamava seduta, vicino alla finestra del torrione, bianca nelle carni come latte e fulva come la messe quando è sul punto di essere mietuta. Pensava a Selepino, il suo amato, che combatteva in terra lontana, quando ad un tratto sentì lo scalpitio di un cavallo. Era un messo, il quale portava un messaggio che diceva: “Vieni, Abufina, vieni da me; io che uccido i nemici, me l’amore mi uccide; vieni, Abufina, vieni da me: insieme con te al castello di Grottole sol tornerò; fà presto, fà presto…”.
Abufina partì, ma durante il viaggio, il suo cavallo bianco, nel guadare le pietre scintillanti, ma scivolose, del Basento, si impennò e la giovane fu travolta dalle correnti del fiume, morendo. Per ricordarla ed onorarne la memoria, il signore del castello, fece murare completamente la porta d'ingresso che portava alla stanza dove Abufina passava il tempo della sua lunga attesa e vi fece installare una lapide (di cui era possibile vedere, fino agli inizi del XX secolo, dei frammenti con le seguenti parole):
"Ad Abufina la Bella che corse, cui fu dolce morire d'amore questa torre che fu tua dimora parli sempre alle genti di te. Ogni amante ti porga un saluto e ti stringa al cuore l'amata"
La leggenda si conclude dicendo che ancora oggi il Basento, sentendosi in colpa e dispiaciuto per aver distratto il cavallo ed essersi preso la vita della giovane fanciulla, ogni tanto mormora il nome di Abufina.
Tutt'oggi a Grottole, nel periodo del Patrono paesano di San Rocco, vi sono dei festival a carattere medievale con rievocazioni alla leggenda di Abufina e Selepino

### Teatro
La tradizione vuole che attorno alla metà del XVIII secolo, il signore di Grottole, nonché principe di Chiaromonte, Pietrantonio Sanseverino, fece adattare una delle grandi sale presenti al primo piano a mo' di teatro, che divenne palcoscenico delle più famose compagnie di artisti girovaghe della zona.

### Apparizioni cinematografiche
Lo stesso castello è stato location per le riprese del film Moschettieri del re - La penultima missione del 2018